# Tischeria urticicolella
Tischeria urticicolella là một loài bướm đêm thuộc họ Tischeriidae. Nó được tìm thấy ởCộng hòa Dân chủ Congo.
Ấu trùng ăn Laportea podocarpa. Chúng có thể ăn lá nơi chúng làm tổ.